# Hypodoxa conspurcata
Hypodoxa conspurcata är en fjärilsart som beskrevs av Lucas 1898. Hypodoxa conspurcata ingår i släktet Hypodoxa och familjen mätare. Inga underarter finns listade i Catalogue of Life.